# ماندارين أورينتال (لاس فيغاس)
ماندارين أورينتال في مدينة لاس فيغاس هو فندق فاخر حائز على ثلاث جوائز من فئة الخمس نجوم يقع في سيتي سنتر وتديره مجموعة فنادق ماندارين أورينتال.
وتتميز غرف المعيشة في الفندق بتصميم شرقي. كما توجد قاعة الانتظار الخاصة به في الطابق الثالث والعشرين.
نضم الأبنية السكنية في فندق ماندارين أورينتال في لاس فيغاس حوالي 225 شقة سكنية خاصة تتركز في الطوابق العليا من البرج الفندقي المؤلف من 392 غرفة إضافةً إلى غرفة انتظار خاصة بالمالك ونادي.[2] ويتم توفير مواقف السيارات لهذه المنطقة من خلال المرآب المؤلف من 8 طبقات والذي يقع جنوب فندق ماندارين أورينتال والمرآب تحت الأرض المؤلف من طبقة واحدة الواقع أسفل جناح كريستالز. وقد تم طرح الأبنية السكنية في ماندارين أورينتال لطلبات الشراء في شباط / فبراير عام 2007.
حاز الفندق على جائزة الألماسات الخمس من قبل جمعية السيارات الأمريكية (AAA) وثلاث جوائز فوربس من فئة الخمس نجوم موزعة إلى جائزة عن كل فئة. مما يجعله أحد الفنادق الستة في الولايات المتحدة والثلاثة عشر في العالم فقط الذين يحملون هذا اللقب. ويعتبر الفندق واحداً من أرقى فنادق العالم.

## لمحة تاريخية
تم تصميم الفندق من قبل مهندسي شركة كون بيدرسن فوكس المعماريين، مع تصميم داخلي مختلط للشقق السكنية حيث صُمم من قبل شركتي كاي لانج وشركاه وبايج و ستيل للعمارة الداخلية. وقد حصل الفندق على التصنيف الذهبي للريادة في الطاقة وتصميمات البيئة (LEED) في 20 تشرين الثاني / نوفمبر 2009.
تم افتتاح ماندارين أورينتال لاس فيغاس في 5 كانون الأول / ديسمبر عام 2009.
وفي كانون الأول / ديسمبر عام 2009، افتتح في فندق ماندارين أورينتال المطعم الفرنسي تويست الذي شكّل بدايةً لعمل الشيف الفرنسي الحائز على ثلاثة نجوم بتصنيف ميشلين بيير غانيير لأول مرة في الولايات المتحدة.
وفي تشرين الثاني / نوفمبر عام 2011، تم منح فندق وسبا ماندارين أورينتال لاس فيغاس ومطعم تويست تصنيف فوربس لفئة خمس نجوم مما جعله واحداً من ستة فنادق في الولايات المتحدة ينال ثلاث جوائز من فئة الخمس نجوم.

## الموقع
يعد فندق ماندارين أورينتال في لاس فيغاس، المؤلف من 47 طابق والكائن في سيتي سنتر، مجمع حضري ضخم متعدد الاستخدامات ويقع على طريق ستريب في بلدة بارادايس، ولاية نيفادا. ويعتبر مجمع سيتي سنتر مقراً لثلاث منتجعات (بما في ذلك ماندارين أورينتال، لاس فيغاس) ويشتهر بمجموعته الفنية الراقية والتي تضم أعمالاً لفنانين مثل مايا لين، جيني هولزر، كلايس أولدنبيرغ وفرانك ستيلا (وغيرهم).[8] ويقع مجمع كريستالز للتسوق والترفيه أحد مجمعات سيتي سنتر والذي تبلغ مساحته 500,000 قدم مربع (46000 متر مربع) على مقربة من فندق ماندارين أورينتال لاس فيغاس. ويبعد فندق ماندارين أورينتال لاس فيغاس عشر دقائق بالسيارة عن مطار ماكاران .

## الفندق
يحتوي ماندارين أورينتال لاس فيغاس، الحائز على جائزة الألماسات الخمس من قبل جمعية السيارات الأمريكية (AAA) وجائزة فوربس لفئة خمس نجوم،[10] على 392 غرفة و 5 منشآت للمطاعم والحانات إضافة إلى ذا سبا في فندق ماندارين أورينتال لاس فيغاس الحائز على جائزة فوربس لفئة خمس نجوم.[11] وقد تم تنفيذ التصميم الداخلي للفندق من قبل آدم دي. تيهاني، وهو مهندس ديكور ذائع الصيت.
 

## المنتجع الصحي
ذا سبا في ماندارين أورينتال لاس فيغاس هو منتجع صحي مؤلف من طابقين ويحتوي على 17 غرفة علاج وصالة استجمام تطل على جادة لاس فيغاس. ومن بين مجموعة وسائل الراحة التي يوفرها هذا المنتجع نذكر غرف البخار، الحمامات الحديثة، الحمام التركي، الحمام الروماني(لاكونيوم)، أحواص السباحة المنعشة إضافةً إلى حمام معدني صيني خاص بالأقدام.

## معرض صور

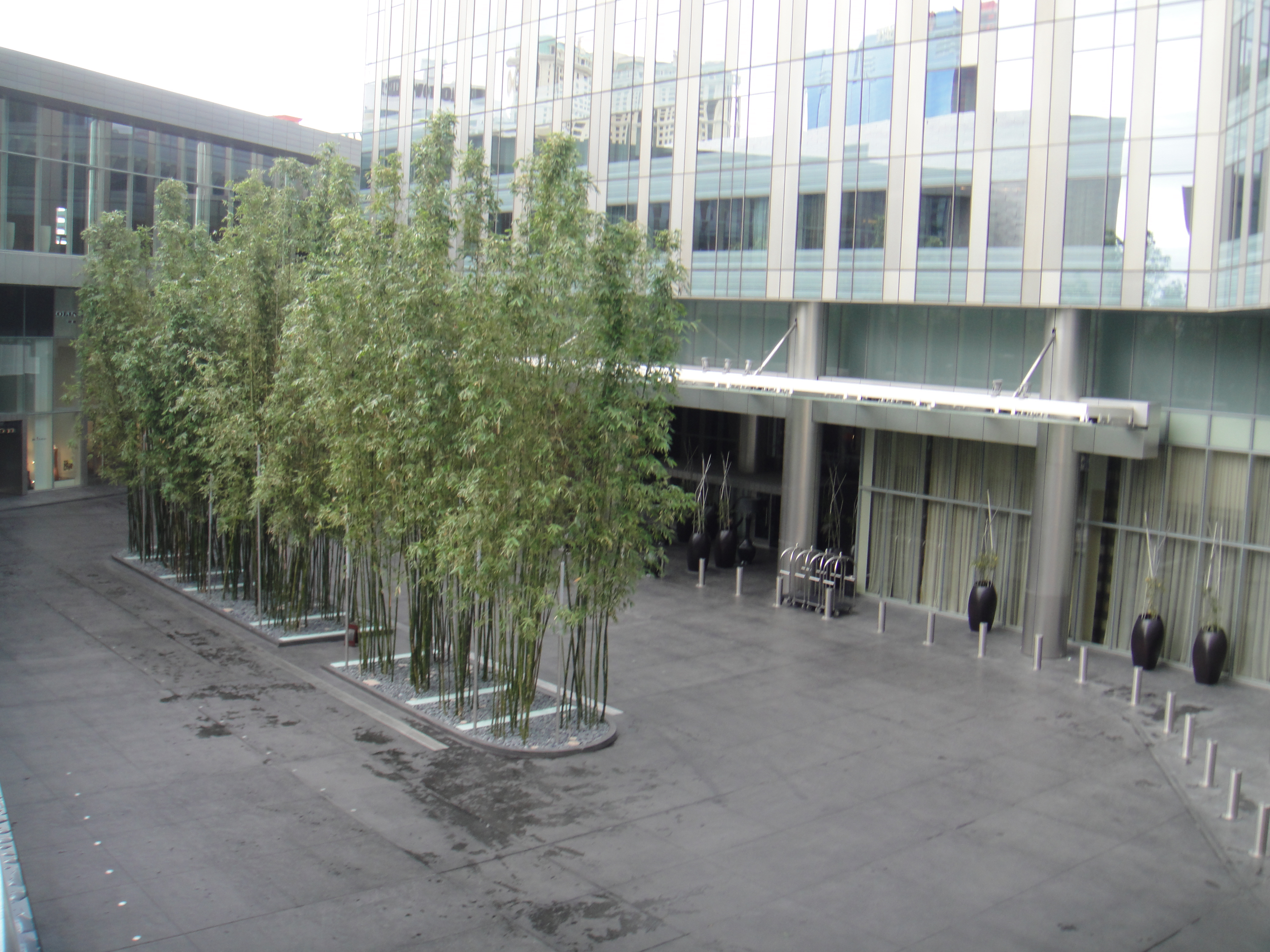
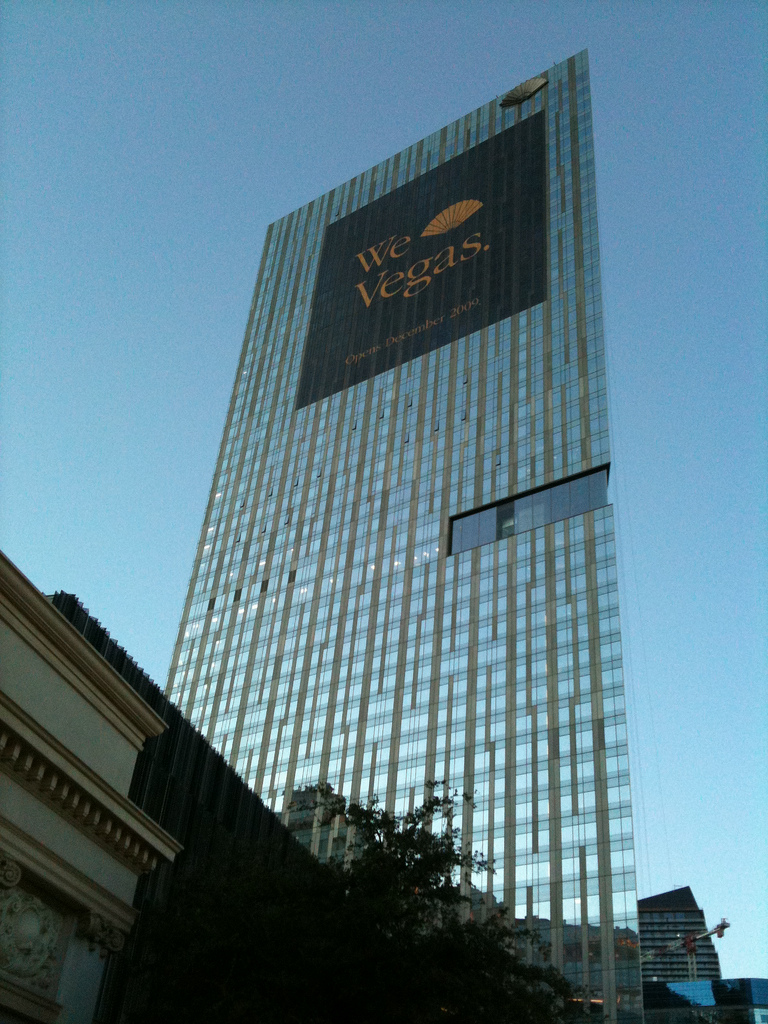
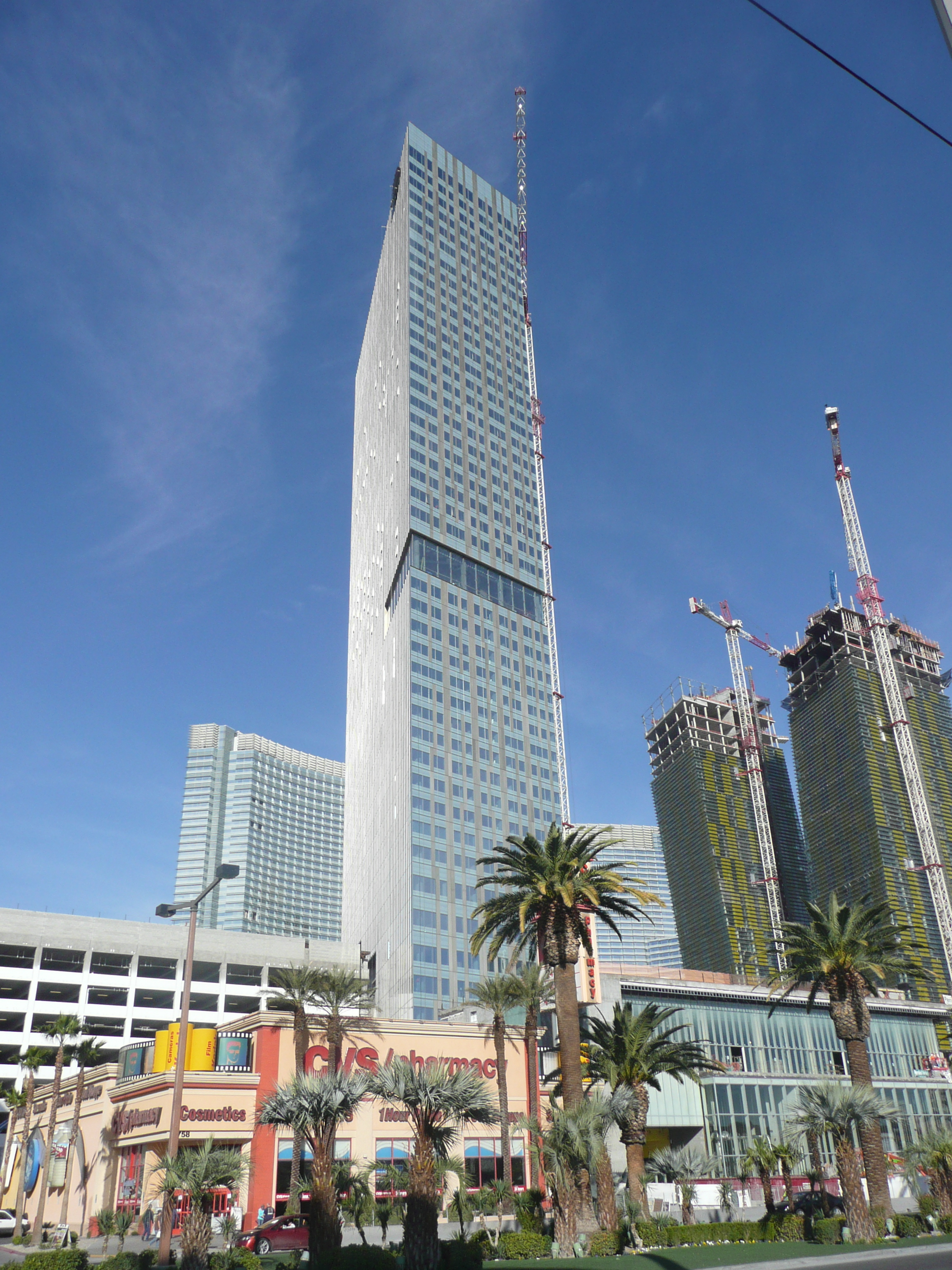
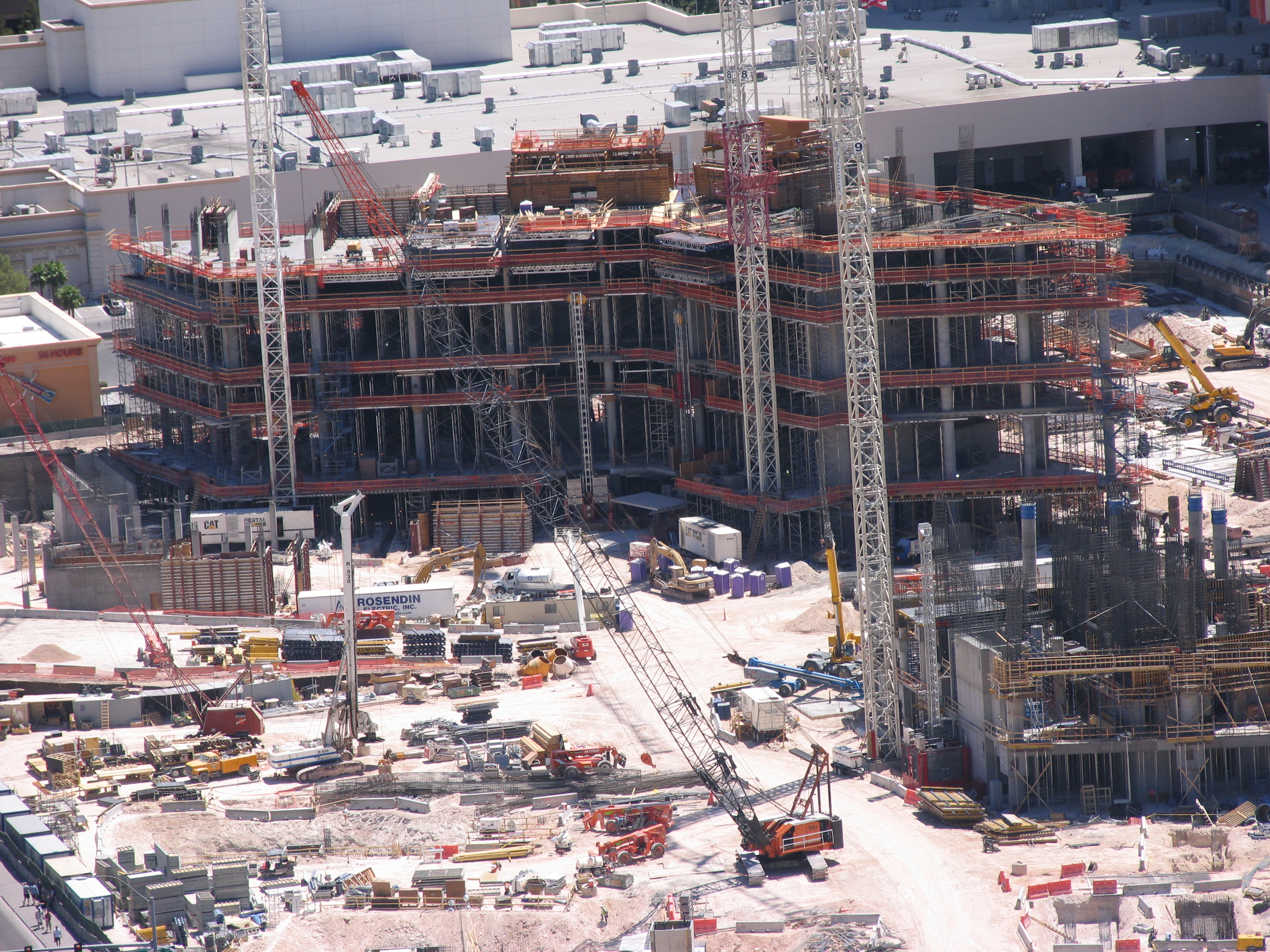
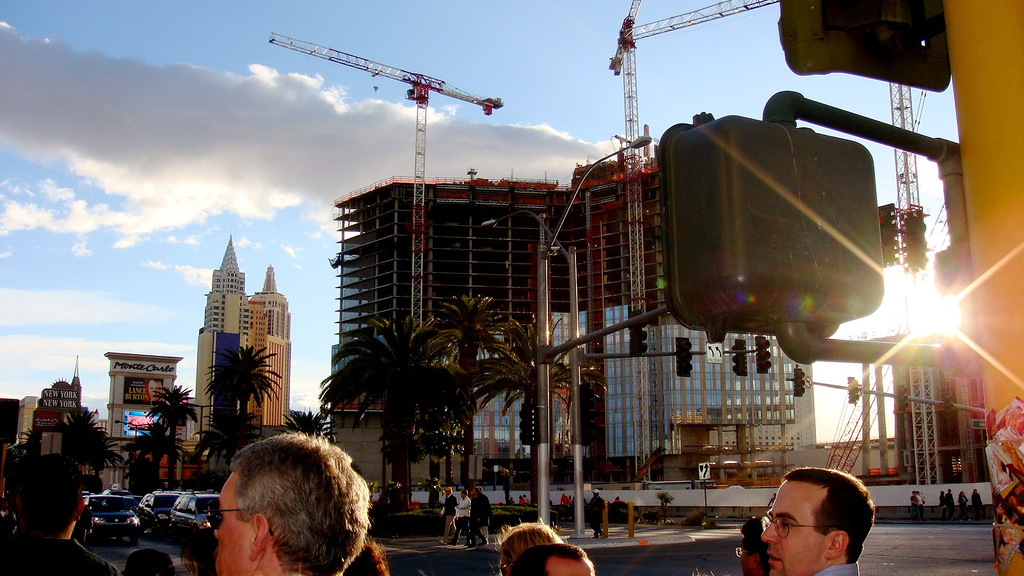